# Grallistrix
Grallistrix – wymarły rodzaj ptaków z rodziny sów (Strigidae), który w prehistorycznych czasach występował na Wyspach Hawajskich. Został on opisany na podstawie sfosylizowanych szczątków, które to wskazują na bliskie pokrewieństwo Grallistrix do rodzaju  Strix. Niemniej nie dokonano dotychczas analiz DNA szczątków rodzaju Grallistrix.  Przedstawiciele tego rodzaju miały jednak znacznie dłuższe nogi, krótsze skrzydła i smuklejszą sylwetkę. Angielską nazwę Grallistrix tj., Stilt-owl można bezpośrednio przetłumaczyć jako „sowa na szczudłach”. 
Rodzaj ten był endemitem Wysp Hawajskich, żywiącym się wyłącznie ptakami leśnymi ze względu na brak lądowych ssaków. Wymarł prawdopodobnie po przybyciu Polinezyjczyków, w wyniku przywleczenia z nimi szczura polinezyjskiego (Rattus exulans). Poszczególne gatunki były endemitami obejmującymi swoim zasięgiem jedną z wysp, tj., Kauaʻi, Oʻahu, Molokaʻi i Maui. Rodzaj ten został szczegółowo opisany na podstawie odnalezionych szczątków przedstawiciela zasiedlającego wyspę Molokaʻi (Grallistrix geleches).

## Charakterystyka
Sowy z rodzaju Gallistrix były podobnej wielkości co puszczyk zwyczajny (Strix aluco). Kości skrzydeł były stosunkowo niewielkie, nogi zaś były bardzo długie i muskularne, nawet w porównaniu z innymi dużymi sowami, tj.,  puszczyk mszarny (Strix nebulosa). Czaszka i żuchwa były bardzo małe w porównaniu z innymi sowami.

## Tryb życia
Siedliskiem sów z rodzaju Grallistrix były prawdopodobnie gęste lasy, na co wskazuje ich budowa ciała. Ze względu na nieobecność małych ssaków na wyspach pokarm tych sów stanowiły małe, zwinne ptaki. Cechy morfologiczne Grallistrix tj., długie nogi i krótkie, zaokrąglone skrzydła były doskonałym przystosowaniem do polowania na ptaki śpiewające. Ten rodzaj sów jest doskonałym przykładem występowania ewolucji konwergencyjnej, czyli dostosowania swojej morfologii i anatomii różnych grup, niespokrewnionych ze sobą zwierząt, żyjących niekiedy tysiące kilometrów od siebie. Taka budowa ciała wskazuje również na zbieżność morfologiczną z innymi endemicznymi, wyspiarskimi sowami z rodzaju  Otus oraz ptakiem drapieżnym z rodziny jastrzębiowatych żyjącym w czasach prehistorycznych na Wyspach Hawajskich – Circus dossenus. Grallistrix gniazdowały prawdopodobnie na ziemi, przez co były szczególnie wrażliwe na wyginięcie w wyniku przybycia wraz z pierwszymi ludźmi na wyspy szczura polinezyjskiego (Rattus exulans).

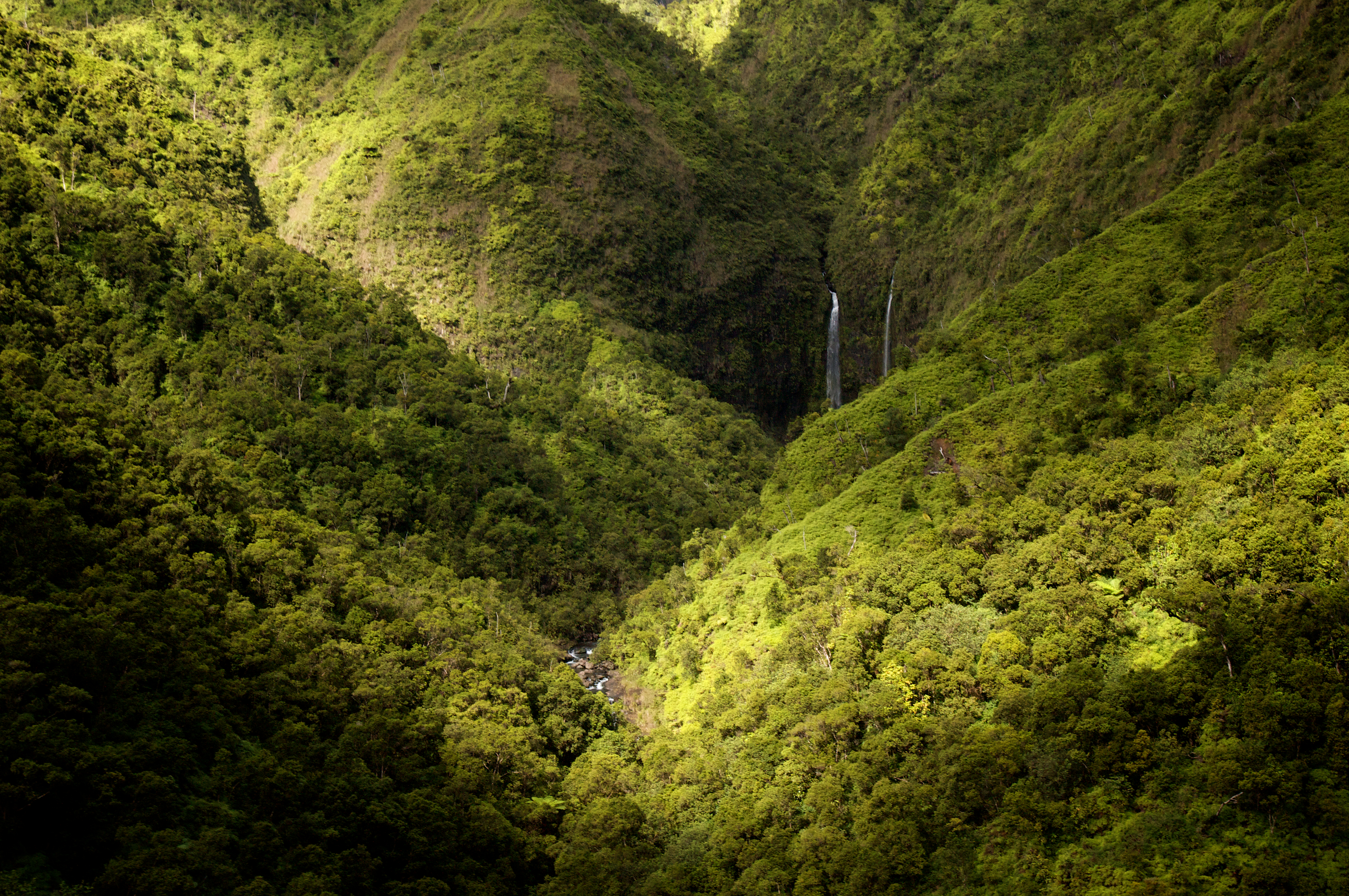
Gęste lasy Kauaʻi były miejscem bytowania sów z rodzaju Grallistrix

## Systematyka

### Etymologia
Grallistrix: łac. grallae „szczudła”, od archaicznego gradula „kroczek”, zdrobnienie od gradus „krok”; strix, strigis „sowa”.

### Podział systematyczny
Według wszelkiego prawdopodobieństwa Grallistrix ewoluowały z rodzaju Strix, z którymi mają najwięcej morfologicznych podobieństw. Wszystkie odkryte gatunki Grallistrix pochodzą prawdopodobnie od jednego kolonizatora. Obecnie na podstawie szczątków opisane zostały cztery gatunki rodzaju Grallistrix występujące na czterech wyspach archipelagu Wysp Hawajskich:
- Grallistrix auceps – Kauaʻi
- Grallistrix erdmani – Maui
- Grallistrix geleches – Molokaʻi
- Grallistrix orion – Oʻahu

Dotychczas nie potwierdzono obecności żadnego gatunku rodzaju Grallistrix na największej wyspie archipelagu, tj., Hawaiʻi. Grallistrix geleches (Molokaʻi) był gatunkiem największym, zaraz po nim gatunek z  Kauaʻi (Grallistrix auceps). Najmniejszy natomiast gatunek pochodził z Maui (Grallistrix erdmani), który był tylko nieznacznie mniejszy niż ich krewniacy na Oʻahu (Grallistrix orion). Ciekawostką jest istnienie aż czterech gatunków na tak małej przestrzeni, zwłaszcza w sytuacji, gdzie wszystkie zamieszkałe przez rodzaj Grallistrix wyspy w czasie plejstocenu były ze sobą połączone i tworzyły wspólny ląd o nazwie Maui Nui. Możliwe, że gatunki te rozdzieliły się w okresie późniejszym, ale brak na to jednoznacznych dowodów. Może również wskazywać na wystąpienie zjawiska sympatryczności.